# وقویرس (الکوتیم)
وقویرس (الکوتیم) (به پرتغالی: Vaqueiros (Alcoutim)) یک سکونتگاه مسکونی در پرتغال است که در شهر الکوتیم واقع شده‌است.

## خصوصیات
وقویرس ۶۹۳ نفر جمعیت دارد.